# سلحفاة مستطيلة
السلحفاة المستطيلة هي نوع من السلاحف البرية، تنتمي إلى جنس إندوتيستودو. تقطن هذه السلحفاة منطقة جنوب وجنوب شرق آسيا. تواجه حالياً خطر الانقراض، ويُصنِّفها الاتحاد العالمي للحفاظ على الطبيعة كنوعٍ معرض لخطر الانقراض.

## الوصف
أصداف هذه السلاحف قليلة الارتفاع، إذ يبلغ طولها أكثر من ضعفي ارتفاعها، وهي ذات لونٍ أصفر مُخضَرّ، وتتخلَّها بعض البقع السوداء. ينتهي ذيل السلحفاة بشوكة أشبه بالمخلب. عادةً ما يبلغ طول السلحفاة الناضجة نحو 30 سنتيمتراً، ووزنها 3.5 كيلوغرامات. غالباً ما تكون أصداف الإناث أعرض - نسبةً إلى طولها - وأكثر دائريَّة في شكلها من الذكور، كما إنَّ مخالب أرجلها الخلفية أطول من مخالب الذكور (ويعتقد أن هذا لمساعدتها على حفر الأعشاش)، وأما الذكور فذيولها أكبر حجماً من ذيول الإناث، كما إنَّ السطح السفلي لأصدافها يكون مقعَّراً بينما هو مسطح عند الإناث.

## الانتشار والموطن
تعيش السلحفاة المستطيلة في جنوب وجنوب شرقي آسيا، بالبلدان الآتية: الهند ونيبال وبنغلادش وبورما ولاوس وكمبوديا وفيتنام وتايلند وغرب ماليزيا وجنوب الصين.